# Eystein Halfdansson
Eystein Halfdansson (nórdico antiguo: Eysteinn Hálfdansson) (c. 718-750) era hijo de Halfdan Hvitbeinn de la Casa de Yngling según la saga Heimskringla. Heredó el trono de Romerike. Era conocido por su apodo Eysteinn Fret, un apelativo en nórdico antiguo, probablemente significa «Eystein el Rápido».
Eystein murió en una de sus incursiones en Varna, Noruega. Heimskringla menciona que el rey Skjöld de Varna era un reputado brujo, llegó a la playa y se percató de las naves de Eystein en su territorio. Skjöld agitó su capa y sopló, el hechizo causó el balanceo de la nave de Eystein y se golpeó, cayó por la borda y se ahogó. Sus hombres rescataron su cuerpo y fue sepultado en un montículo.

## Herencia
Casó con Hildi Eriksdatter (n. 720), hija del rey de Vestfold, Eirik Agnarsson. Como Erik no tenía descendencia masculina, Eystein obtuvo Vestfold como herencia por matrimonio. De esa relación nacerían cuatro hijos:
- Halfdan el Amable.[4]
- Sigurd de Haithabu (750-798).
- Harald de Haithabu, rey de Jutlandia,[5] padre de Halfdan de Haithabu. Murió en el campo de batalla.
- Geva (n. 775), que sería esposa de Viduquindo, rey de Sajonia, y madre de Bruno III de Angria.